# Saar-Nahe-Bergland
Das Saar-Nahe-Bergland (auch: Saar-Nahe-Berg- und Hügelland) ist eine naturräumliche Großregion 3. Ordnung (Haupteinheitengruppe) in Rheinland-Pfalz und im Saarland. Das eine Fläche von 4185 km² (zuzüglich Sobernheimer Talweitung) umfassende Berg- und Hügelland erstreckt sich von Saarbrücken, Kaiserslautern und dem Pfälzerwald im Süden bis zum Hunsrück im Nordosten und umfasst neben kleinen Teilen der mittleren Saar im Westen vor allem das Einzugsgebiet der Nahe bis Bad Kreuznach.

## Lage und Grenzen
Das Saar-Nahe-Bergland erstreckt sich zwischen dem Hunsrück im Nordnordwesten, dem Unteren Nahehügelland im Norden und dem Alzeyer Hügelland im Ostnordosten (Nordwestrand des Oberrheinischen Tieflandes), dem Pfälzerwald im Süden sowie dem Pfälzisch-Saarländischen Muschelkalkgebiet im Westsüdwesten, wobei Letzteres z. T. erst auf französischem Boden erreicht wird.
Es umfasst die Flussgebiete der mittleren Saar im Südwesten über Prims, Blies, Glan und Alsenz bis zur unteren Nahe im Nordosten.
Größte Stadt im Inneren der Landschaft ist Idar-Oberstein im Norden, ferner liegen Kusel und St. Wendel mittig im Inneren und Birkenfeld nahe dem Nordostrand.
Deutlich größer sind Saarbrücken und Kaiserslautern am Südrand; auch Bad Kreuznach am Nordrand ist zu erwähnen. Kirchheimbolanden liegt östlich unmittelbar jenseits.

## Naturräumliche Gliederung
Das Saar-Nahe-Bergland gliedert sich wie folgt in Haupteinheiten (dreistellig) und Untereinheiten (Nachkommastellen):
- (zum Nordfranzösischen Schichtstufenland)
  - 19 Saar-Nahe-Bergland (ohne Soberner Talweitung 4185,0 km²; 2417,2 km² in RP)
    - 190 Prims-Blies-Hügelland (in älterer Ausdehnung 968,4 km², ganz im SL)
      - 190.0 Oberes Bliestal
        - 190.00 St. Wendeler Becken
        - 190.01 Spiemontdurchbruch

      - 190.1 Theel-Blies-Hügelland
        - 190.10 Theel-Alsbach-Höhen
        - 190.11 Hoxberg-Elmesberg-Rücken
        - 190.12 Illhügelland
        - 190.13 Wemmetsweiler Mulde
        - 190.14 Ottweiler-Wiebelskircher Bliestal
          - 190.140 Ottweiler Bliestal
          - 190.141 Wiebelskircher Talweitung

        - 190.15 Blies-Oster-Rücken
        - 190.16 Fürther Mulde

      - 190.2 Köllertal
        - 190.20 Heusweiler-Reisbacher Mulde
        - 190.21 Püttlinger Köllertal

      - 190.3 Schwarzenholzer Höhen
      - 190.4 Prims-Theel-Tal
        - 190.40 Schmelzer Primstal
        - 190.41 Lebacher Talweitung

      - 190.5 Litermont (414 m)
      - 190.6 Michelbacher Basalttafel
      - 190.7 Haustadt-Reimsbacher Senke

    - 191 Saarkohlenwald  (ursprünglich in größerer Ausdehnung als „Mittelsaarländisches Waldland“ 452,7 km², ganz im SL)
      - 191.0 Köllertaler Wald
      - 191.1 Kohlentäler
      - 191.2 Neuweiler-Spieser Höhe
      - 191.3 Neunkircher Talkessel

    - 192 St. Ingbert-Kaiserslauterer Senke (247,5 km², davon 208,7 km² in RP)
      - 192.0 Kaiserslauterer Becken (78,3 km², ganz in RP)
      - 192.1 Landstuhler Bruch (67,0 km², ganz in RP)
      - 192.2 Jägersburger Moor („Peterswaldmoor“; 30,2 km² in RP)
      - 192.3 Nordrand der Westpfälzer Moorniederung (30,4 km², ganz in RP)
      - 192.4 Homburger Becken (0,8 km² in RP, überwiegend im SL)
      - 192.5 Bexbacher Riedel (2,1 km² in RP)
      - 192.6 Kirkeler Schwelle (ganz in SL)
      - 192.7 St. Ingberter Senke („St. Ingberter Becken“; ganz im SL)

    - 193 Nordpfälzer Bergland („Glan-Alsenz - Berg- und Hügelland“; 1587,9 km², 1556,4 km² in RP)
      - 193.0 Kirner Nahetal (27,9 km², ganz in RP)
      - 193.1 Glan-Alsenz-Höhen (850,1 km², ganz in RP)
        - 193.10 Becherbach-Reidenbacher Gründe (88,2 km²)
        - 193.11 Sien-Lauschieder Höhenrücken (65,0 km²)
        - 193.12 Meisenheimer Höhen (83,7 km²)
        - 193.13 Glantal (28,3 km²)
        - 193.14 Alsenzer Höhen (289,1 km²)
          - 193.140 Moschelhöhen (192,5 km²)
          - 193.141 Alsenztal (18,2 km²)
          - 193.142 Appelhöhen (78,4 km²)

        - 193.15 Wiesener Randhöhen (29,9 km²)
        - 193.16 Lichtenberg-Höhenrücken (75,9 km²)
        - 193.17 Untere Lauterhöhen (172,1 km²)
        - 193.18 Obere Lauterhöhen (17,9 km²)

      - 193.2 Potzberg-Königsberg-Gruppe (99,5 km², ganz in RP)
        - Potzberg (562 m)
        - Königsberg (567 m)

      - 193.3 Kuseler Bergland (218,8 km² in RP)
        - 193.301 Brücken-Steinbacher Karboninsel (Steinberg; 4,3 km², ganz in RP)

      - 193.4 Donnersbergmassiv (225,7 km², ganz in RP)
        - 193.40 Westliche Donnersbergrandhöhen (61,6 km²)
        - 193.41 Hoher Donnersberg und Falkensteiner Berge (25,6 km²)
          - 193.410 Falkensteiner Berge (15,6 km²)
          - 193.411 Hoher Donnersberg (686,5 m; 10,0 km²)

        - 193.42 Bürgerwald (47,3 km²)
        - 193.43 Dannenfelser Randhügel (27,0 km²)
        - 193.44 Kaiserstraßensenke (64,1 km²)

      - 193.5 Porphyrbergland von Münster am Stein (110,0 km², ganz in RP)
        - 193.50 Rotenfelsporphyrberge (83,6 km²)
          - 193.500 Kreuznacher Hardt (nördlich der Nahe; 5,8 km²)
          - 193.501 Schlossböckelheimer Heide (nördlich der Nahe; 10,3 km²)
          - 193.502 Lemberg-Hochfläche (südlich der Nahe; 43,7 km²)
          - 193.503 Rheingrafensteiner Hochfläche (südlich der Nahe; 23,7 km²)

        - 193.51 Nahe-Alsenz-Felsental (17,5 km², ganz in RP)
        - 193.52 Neubamberger Riegel (8,9 km², ganz in RP)

      - 193.6 Höcherbergmassiv (3,6 km² in RP, überwiegend im SL)
      - 193.7 Osterhöhen (20,8 km² in RP, überwiegend im SL)

    - 194 Prims-Nahe-Bergland (ursprünglich in größerer Ausdehnung als „Oberes Nahebergland“; 807,0 km², in aktuellen Grenzen 466,2 km² in RP)
      - 194.0 Idarvorberge (198,3 km², fast ganz in RP)
        - 194.00 Obersteiner Vorberge (91,9 km²)
        - 194.01 Bergener Hochfläche (17,0 km²)
        - 194.02 Obersteiner Naheengtal (51,4 km², nur minimal im SL)
        - 194.03 Leiseler-Hochwald-Vorstufe (38,0 km²)

      - 194.1 Baumholderer Hochland (238,5 km² in RP)
        - 194.10 Obersteiner Winterhauch (38,2 km², ganz in RP)
        - 194.11 Baumholder Platte (500–550 m; 184,5 km² in RP)
        - 194.12 Birkenfelder Platte (15,9 km², ganz in RP)

      - 194.2 Hirsteiner Bergland (0,6 km² in RP, fast komplett im SL)
      - 194.3 Nohfeldener Bergland (17,7 km² in RP)
        - 194.30 Nohfelder Kuppen(land) (17,7 km² in RP)
        - 194.31 Leißberg (ganz im SL)

      - 194.4 Theley-Selbacher Hochmulde (ganz im SL)
      - 194.5 Primshochland (1,4 km² in RP, fast komplett im SL)
        - 194.50 Büschfelder Höhen
          - 194.500 Auscheter Kuppe
          - 194.501 Großer Horst
          - 194.502 Schloßberghöhen

        - 194.51 Oberes Primstal
          - 194.510 Büschfelder Primsengtal
          - 194.511 Kasteler Primstal

        - 194.52 Dörsdorf-Limbacher Hochland
          - 194.520 Dörsdorfer Hochfläche
          - 194.521 „Bohnental“

        - 194.53 Primstaler Höhen
        - 194.54 Söterner Mulde (1,4 km² in RP)
        - 194.55 Kasteler Höhen

      - 194.6 Schaumbergmassiv (ganz im SL)
      - 194.7 Prims-Traun-Senke (96,0 km² in RP)

    - 195 Soonwaldvorstufe (124,9 km², ganz in RP)
      - 195.0 Vorstufe des Großen Soon (110,5 km²)
        - 195.00 Seesbach-Spabrücker Hochfläche (70,1 km²)
        - 195.01 Gauchsbergrücken (32,4 km²)
        - 195.02 Wingertsgründe (8,0 km²)

      - 195.1 Hennweiler Hochfläche (14,4 km²)

    - 196 Sobernheimer Talweitung[9] (60,9 km², ganz in RP)
    - 197 Mittleres Saartal (ganz im SL)
      - 197.0 Güdinger Saartal
      - 197.1 Saarbrücker Talweitung
      - 197.2 Völklinger Saartal
      - 197.3 Saarlouis-Dillinger Becken
        - 197.30 Saar-Prims-Tal
          - 197.300 Saarlouis-Dillinger Saartal
          - 197.301 Unteres Primstal

        - 197.31 „Sand“
        - 197.32 „Grieß“
        - 197.33 Dieffler Terrassenplatten

      - 197.4 Siersburger Niedtal
      - 197.5 Fremersdorfer Engtal
      - 197.6 Merziger Talweitung
        - 197.60 Merziger Saarniederung
        - 197.61 „Särkov“

    - 198 Warndt (im SL und westlich anschließend in Lothringen)
      - 198.0 Warndthügelland
      - 198.1 Saarbrücken-Forbacher Senke
      - 198.2 Kreuzwalder Ebene
      - 198.3 Bisttalweitung

    - 199 Hochwaldvorland (ganz im SL)
      - 199.0 Merzig-Bachemer Sandsteinhügelland
        - 199.00 Merzig-Losheimer Wald
        - 199.01 Seffersbachtalweitung

      - 199.1 Losheim-Waderner Becken
      - 199.2 Weiskirchener Hochwald-Vorstufe

Die Haupteinheiten 190, 191 sowie 197 bis 199 liegen ganz im Saarland, 195 und 196 ganz in Rheinland-Pfalz; von den den Kernteil der Landschaft einnehmenden Einheiten 192 bis 194 liegen nur kleine Randanteile im Südosten im Saarland und der Rest in Rheinland-Pfalz.
Die Haupteinheit 196 wurde erst nachträglich der Haupteinheitengruppe zugeschlagen, die Haupteinheiten 197 bis 199 wurden von den ursprünglichen Haupteinheiten 190 und 191 abgespalten.

## Geologie
Das Kernland des Saar-Nahe-Berglandes stellt das größte zusammenhängende Verbreitungsareal (rund 2.800 km²) von permokarbonen Schicht- und Ergussgesteinen auf deutschem Boden dar. Die Schichten des Rotliegend und des Perm streichen bis zur französischen Grenze über eine Länge von über 100 km in westsüdwestliche Richtung bei um 30 km Breite.
An den Rändern steht Buntsandstein an.